# 渡邊浩
渡邊浩（日语： Watanabe Hiroshi），日本男性動畫師、動畫演出家、動畫導演。出身於熊本縣熊本市。原屬Studio LIVE。
其他名義包括他的本名和（日文發音相同）。
1980年代中期，他因擔任《魔法公主 明琪桃子》的作畫監督而人氣飆升。1986 年，他首次執導電影是《劇場版 強殖裝甲加爾巴》。他於1990年代中期開始擔任全職導演，並以Studio DEEN為工作基地。其代表作包括《逮捕令》（導演）等。

## 來歷
渡邊浩在中學時期看了動畫《宇宙戰艦大和號》後，決定成為動畫師。他也帶著自己製作的8毫米底片《宇宙戰艦大和號》參加了由蘆田豐雄主持的Studio LIVE的面談。1978年，他以電視動畫《漫畫日本繪卷》負責動畫的工作首次亮相。首次參加原畫是1979年的《人造人009 (1979版)》（第1話）。1982年，他擔任作畫監督，創作了突破性的作品《魔法公主 明琪桃子》，受到動畫雜誌的關注。渡邊接替人物設計師蘆田豐雄創作了主角明琪桃子，並負責許多版權插圖，每當動畫雜誌將明琪桃子用在封面上時，渡邊都會繪製插圖。在8年後製作的續集中，他取代蘆田，並被委託設計明琪桃子。
1982年，他與Studio LIVE的同事長谷川桂子（後改名為，改姓後的本名是，2000年8月左右去世）結婚。長谷川在結婚之後，進入了由安彥良和領導的動畫工作室「九月社」，參與了《Crusher Joe》、《巨神戈格》等作品的製作後，她從動畫師崗位上退休並開始為渡邊的插圖上色。
他畢業於培養出神志那弘志、山崎理、平田智浩等著名人物的熊本工業高等學校室內設計科，並在該校創立了動畫同好會，並擔任首任會長。

## 參加作品

### 電視動畫
1977年
- 小雙俠 (1977年版)（—1979年，動畫）
- 野球狂之詩（日语：野球狂の詩）（—1979年，動畫）

1979年
- 人造人009 (1979年版)（—1980年，原畫）

1980年
- 梅特林克的青鳥 Tyltyl與Mytyl的冒險之旅（日语：メーテルリンクの青い鳥 チルチルミチルの冒険旅行）（原畫）
- 宇宙戰艦大和號III（—1981年，原畫）
- 傳說巨神伊甸王（—1981年，原畫）

1981年
- 怪博士與機器娃娃 (1981年版)（—1986年，原畫）

1982年
- 魔法公主 明琪桃子（日语：魔法のプリンセス ミンキーモモ）（—1983年，作畫監督、原畫）

1983年
- 銀河漂流拜法姆（—1984年，作畫監督、原畫）

1984年
- 超力機器人 卡拉特（日语：超力ロボ ガラット）（—1985年，作畫監督、原畫）
- 藍寶（日语：らんぽう）（OP原畫、ED原畫）

1986年
- 奔奔先生（日语：Mr.ペンペン）（OP原畫、ED原畫）
- 高校！奇面組（日语：ハイスクール!奇面組）（作畫監督）

1987年
- 假面忍者 赤影（—1988年，作畫監督、原畫）
- 妙手小廚師（—1989年，作畫監督）

1988年
- 魔神英雄傳（—1989年，作畫監督）

1990年
- 快樂的嚕嚕米一家（日语：楽しいムーミン一家）（—1991年，原畫）
- 海底兩萬哩（—1991年，原畫） ※名義。
- 我是鶴姬！（日语：つる姫じゃ〜っ!）（作畫監督、原畫、演出）

1991年
- 魔法公主 明琪桃子 擁抱夢想（日语：魔法のプリンセス ミンキーモモ）（—1992年，人物設定、作畫監督、演出）

1994年
- 七海的堤可（原畫）

1995年
- 熊之噗太郎（日语：クマのプー太郎）（—1996年，分鏡） ※名義。

1996年
- 少年桑塔的大冒險（日语：サンタクロースの冒険）（ED分鏡&原畫&演出）
- 逮捕令（—1997年，導演、劇本統籌[3]）

1998年
- 魔術士歐菲（—1999年，導演）

1999年
- HUNTER×HUNTER (1999年版)（分鏡）
- 魔術士歐菲 Revenge（—2000年，監修）

2000年
- ReReRe天才傻鵬（日语：レレレの天才バカボン）（分鏡、作畫監督）
- 夢幻天女（分鏡）

2001年
- 光劍星傳EX（導演）
- 天使的尾巴（分鏡）

2002年
- 銀河俠盜JING（導演）
- 尋找滿月（—2003年，分鏡）

2003年
- 魔偵探洛基RAGNAROK（導演）

2004年
- 抓鬼天狗幫（—2005年，導演）

2005年
- 植木的法則（—2006年，導演）
- 地獄少女系列（—2008年）
  - 地獄少女（—2006年，原案、分鏡、原畫）
  - 地獄少女 二籠（2006年—2007年，原案、分鏡、演出）
  - 地獄少女 三鼎（2008年，原案、導演）

2006年
- 暮蟬悲鳴時（分鏡、ED動畫）

2007年
- 光明之淚X風（導演）
- 無敵偵探貴公子（—2008年，導演）

2008年
- 俗·絕望先生（鐵道照片）
- 搞笑漫畫日和3（演出、作畫）

2009年
- 料理偶像（—2013年，導演）

2010年
- 交響情人夢 最終篇（分鏡）
- 少女妖怪 石榴（分鏡）

2012年
- 殭屍哪有那麼萌？（色彩設計）

2013年
- 薔薇少女 (2013年版)（分鏡）
- 眼鏡部！（助理導演、分鏡、演出、OP演出&原畫、ED影片攝影）

2014年
- 櫻Trick（色彩設計、演出補佐、演出）

2016年
- 菇菇 ～世界的朋友～（日语：おさわり探偵 なめこ栽培キット）（導演）
- 莉露莉露妖精 ～妖精之門～（演出）

2017年
- 昭和元祿落語心中 -助六再現篇-（分鏡、演出、原畫）

2018年
- 軒轅劍·蒼之曜（導演[4]、分鏡、演出）

2019年
- 胡蝶綺 ～少年信長～（演出）

2024年
- 結緣甘神神社（副導演[5]、分鏡、佈局監修）

### 電影動畫
1978年
- 魯邦三世：魯邦VS複製人（動畫）

1982年
- FUTURE WAR 198X年（日语：FUTURE WAR 198X年）（原畫）
- 怪博士與機器娃娃：“吼唷唷！”宇宙大冒險（日语：Dr.SLUMP ほよよ! 宇宙大冒険）（原畫） ※名義。

1986年
- 亞利安（日语：アリオン (漫画)）（原畫）
- 劇場版 強殖裝甲加爾巴（導演） ※名義。

1989年
- 金星戰記（日语：ヴイナス戦記）（原畫） ※名義。
- 魔女宅急便（原畫） ※名義 。

1995年
- 劇場版 秀逗魔導士（導演）

1996年
- 秀逗魔導士RETURN（導演） ※名義。

1997年
- 秀逗魔導士GREAT（導演）

1998年
- 秀逗魔導士GORGEOUS（導演）※兼任總導演。

2001年
- 頭文字D Third Stage -INITIAL D THE MOVIE-（演出）

2015年
- 劇場版『明治東京戀伽』（導演）

2023年
- 劇場版 Collar×Malice -deep cover-（日语：Collar×Malice）（導演、分鏡、演出、OP演出&原畫）

### OVA
1985年
- 魔法公主 明琪桃子 夢中輪舞（日语：魔法のプリンセス ミンキーモモ）（作畫監督）
- 吸血鬼獵人D（原畫）

1988年
- 恐怖的生化人 最終教師（日语：最終教師）（原畫） ※名義。

1990年
- 惡魔人 妖鳥死麗濡篇（原畫）

1992年
- 下載 南無阿彌陀佛是愛的誦詩（日语：ダウンロード 南無阿弥陀仏は愛の詩）（原畫） ※名義。

1994年
- 地球守護靈（演出、作畫監督）
- MINKY MOMO IN 啟程之站（日语：魔法のプリンセス ミンキーモモ）（人物設定、作畫監督、分鏡、演出、原畫）

1996年
- 秀逗魔導士SPECIAL（—1997年，導演）

1997年
- 魔法王國的俏皮小公主（日语：でたとこプリンセス）（OP原畫）

1998年
- 在夢中相遇（日语：夢で逢えたら (漫画)）（導演、人物設定）
- 秀逗魔導士EXCELLENT（—1999年，導演）

2004年
- 銀河俠盜JING in Seventh Heaven（導演、分鏡、演出）

2010年
- 搞笑漫畫日和+ DVD特典「聖德太子短片」（演出、作畫）

2017年
- 為美好的世界獻上祝福！2：為美好的藝術獻上祝福！（第2原畫）

### 網路動畫
2013年
- 義呆利 The Beautiful World（導演、分鏡、演出）

2015年
- 義呆利 The World Twinkle（導演、分鏡、演出、劇本）

2020年
- 瑞克和莫蒂：武士與將軍（分鏡、演出）

2021年
- 義呆利 World★Stars（導演、分鏡、演出）

### 書籍、其它
- 雷鳥神機隊（試閱版）（原畫、機械作畫監督（電視未播出））
- （德間書店〈Animage文庫〉，1984年，插畫）[注 1]
- （著：蜂屋誠一，偕成社（日语：偕成社），1988年，插畫） ※名義，與渡邊桂子合作繪製。
- （著：蜂屋誠一，偕成社，1990年，插畫） ※名義，與（渡邊桂子）合作繪製。
- 《春一番請多指教》（偕成社，1991年，插畫） ※名義。
- 《電腦騎士阿武》（著：和田發子（日语：和田はつ子），偕成社，1991年，插畫） ※名義。
- 《第101位母親》（著：雪室俊一，偕成社，1992年，插畫） ※名義。
- （著：堀直子，偕成社，1992年，插畫） ※名義。
- （ASCII，1996年） ※名義。
- 《快適iBook術：電腦、網路只要有1台就很完美》（與江阪俊哉、林知波共著，雙葉社，2000年） ※名義。
- 電視劇版地獄少女（第10話友情客串）
- 《地獄少女：恨之紋章》（原作：地獄少女企劃，著：廣真紀，監修：金卷兼一，HobbyJAPAN（日语：ホビージャパン），2007年，原案）
- 《小說：地獄少女》（原作：地獄少女企劃、永遠幸，著：石崎洋司（日语：石崎洋司），繪：永遠幸，〈講談社KC小說Nakayoshi文庫〉，2008年，原案）
- 橘色的風（2010年3月，NPO法人網路八代）—若松沙奈枝的同名歌曲（肥薩橙鐵道沿線應援歌曲）的PV（2010年，導演）
- 《「COMIC小鐵」渡邊浩的世界鐵道之旅 匈牙利篇》（辰巳出版，2014年，撰文、照片）
- 地獄少女 電影版（2019年，飾 刑務官）

## 腳註

## 相關項目
- Studio LIVE（日语：スタジオ・ライブ）
- Studio DEEN
- 蘆田豐雄
- 日本動畫師列表（日语：アニメ関係者一覧）